# 胡景沄
胡景沄（1909年10月13日—1995年12月23日），曾用名胡竹轩，男，山西文水人，中华人民共和国金融人物。1938年加入中国共产党。民国时期曾担任冀南银行副总经理、总经理，太行工商管理总局局长，华北银行副总经理。1949年后，历任中国人民银行副行长、中国农业银行行长、交通银行董事长、中国人民保险公司总经理等职。

## 生平

### 早年
1909年10月13日，胡景沄出生于山西省文水县汾河谷地的南胡家堡村，父亲胡理治是阎锡山手下的一名军人。胡景沄3岁时，其父亲把守娘子关时失守被处斩。胡景沄在7岁时入小学读书。1923年，14岁时辍学到太谷县太谷农工银行做学徒。太谷农工银行位于太谷县县城西大街，成立于1922年，次年正式开业，首任大掌柜胡世泽，行中主要管理人员皆是票庄出身。在行内，一般店员称胡景沄为二师兄，深受掌柜伙计们的喜爱。1928年，胡景沄考上山西银行专科学校，进一步学习银行业务知识，1931年毕业后在太原晋恒造纸厂、西北造纸厂、山西省人民公营事业监察会等处从事会计、审计工作。。

### 投身革命
1937年8月，胡景沄参加八路军，由于在游击干部培训班表现突出，先后任太谷县八路军游击队三大队副队长、支队参谋、太行纵队司令部合作社社长。1938年1月，胡景沄加入中国共产党，同年转任太行纵队司令部太行合作总社四科副科长、社长。
1939年秋，中共中央北方局和晋冀边区政府决定建立自己的金融机构，10月，冀南银行在山西省黎城县成立，胡景沄被调往冀南银行工作，任副行长。1942年，在日本侵略者对太行山根据地发动的“大扫荡”，胡景沄被日军俘虏，后关押在山东德州监狱。由于胡景沄坚称自己为棉花商人，后经营救获释，出狱后辗转回到八路军总部左权县。1945年胡景沄先后任冀南银行第三任行长、太行工商总局局长、晋冀鲁豫财经办事处金融处处长等职。1945年6月10日，晋冀鲁豫边区会计学会成立，胡景沄任学会理事长。1946年，胡景沄受中共晋冀鲁豫中央局指派化名胡竹轩到河北邯郸筹建民营性质的瑞华银行。6月11日，瑞华银行成立。1946年7月26日，私立建业会计学校在河北邯郸举行第一期开学典礼，校长胡景沄；3年时间共办学25期，为银行、企业培养了1000多名会计人才。
1948年7月22日，晋察冀边区银行与冀南银行在河北省平山县合并成立华北银行，南汉宸任总经理，胡景沄和晋察冀边区银行经理关学文任副经理。随后华北银行又与北海银行、晋西北农民银行、陕甘宁边区银行等合并于1948年12月1日在河北省石家庄市成立中国人民银行，南汉宸、胡景沄和关学文三人职务未变。
1949年1月15日，中国人民解放军占领天津，当时的天津是中国的金融重镇，在解放北路分布有49家中外银行，其中12家为中国各银行的总部所在。为了做好对天津的金融接管，中国人民银行特别成立的金融接管处，由胡景澐亲自率队赴天津开展工作。1949年2月底，胡景澐回到已在当月早些时候迁到北平的中国人民银行总行。

### 中共建政后
1949年10月19日，胡景澐被中央人民政府委员会正式任命为中国人民银行副行长。1949年10月20日，中国人民保险公司在北京成立，胡景澐兼任总经理。1951年，胡景沄以中国人民银行副行长和中国人民保险公司总经理名义率团访问苏联的银行和苏联国家保险局。1952年，中国人民保险公司划归中央人民政府财政部领导，总经理由财政部部长吴波兼任。1952年12月，公私合营银行在上海成立，胡景沄以中国人民银行副行长身份兼任公私合营银行联合董事会董事长。
1963年11月16日，胡景澐被任命为中国农业银行行长、党组书记、党组书记。中国农业银行曾与中国人民银行多次合并分拆，1963年11月是农行的第三次建立，工作人员多为原人民银行的农村金融相关工作人员，由国务院直属独立运行。1965年11月，中国农业银行与中国人民银行再次合并。文化大革命期间，胡景澐遭受迫害，曾被强迫在银行大楼的厕所打扫卫生，还曾到银行五七干校劳动。1979年胡景澐被平反后，回中国人民银行工作。1979年11月29日，中国保险学会成立，胡景澐为首任会长。1982年12月，胡景澐从中国人民银行离职休养。1995年12月23日，胡景澐在北京逝世，享年86岁。